# Affin transzformáció

Az affin transzformáció az affin geometriában használt, illetve a lineáris algebra részeként is tárgyalható fogalom.
Egy affin transzformáció során a transzformált koordináták az eredeti koordináták lineáris függvényeként állnak elő. Ide tartoznak a lineáris transzformációk.
Lényege, hogy egy affin terek közötti transzformáció affin, ha megőrzi a kollinearitást, a párhuzamosságot és az osztóviszonyt. Pontosabban:
- A kollinearitást megőrzi, ha valahányszor egy egyenesre esik három pont, akkor a képpontok is egy egyenesre esnek. Ez nem zárja ki, hogy a képük ugyanaz a pont legyen.
- A párhuzamosságot megőrzi, ha valahányszor két egyenes párhuzamos, akkor a képegyenesek is párhuzamosok.
- Az osztóviszony megőrzése azt jelenti, hogy valahányszor három pont egy egyenesre esik, a képpontok közötti távolságot a középső pont ugyanabban az arányban osztja fel, mint az eredeti pontok közül a középső pont.

Speciális affin transzformációk:
- Egy affin tér önmagára vett bijektív affin transzformációját affinitásnak nevezik.
- A fixpontos affin transzformációkat lineáris leképezéseknek nevezik például az iskolai matematikában vagy speciális alkalmazásterületeken, például a statisztikában.

## Definíció
Ha {\displaystyle (A,V_{A})} és {\displaystyle (B,V_{B})} affin terek, akkor egy {\displaystyle f\colon A\to B} leképezés affin, ha van egy {\displaystyle \varphi \colon V_{A}\to V_{B}} lineáris leképezés a hozzájuk tartozó vektorterek között úgy, hogy
{\displaystyle {\overrightarrow {f(P)f(Q)}}=\varphi \left({\overrightarrow {PQ}}\right)}
minden {\displaystyle P,Q\in A} pontra. Itt az {\displaystyle {\overrightarrow {PQ}}\in V_{A}} és {\displaystyle {\overrightarrow {f(P)f(Q)}}\in V_{B}} vektorok az eredeti pontok és a képpontok összekötő vektorai.
Hogyha {\displaystyle A=V_{A}} és {\displaystyle B=V_{B}}, akkor az {\displaystyle f\colon A\to B} leképezés affin, ha van egy {\displaystyle \varphi \colon V_{A}\to V_{B}} lineáris leképezés úgy, hogy
{\displaystyle f(P)=f(0)+\varphi (P)}
minden {\displaystyle P\in A}. Ekkor az affin leképezés megkapható egy lineáris leképezésből az {\displaystyle f(0)} vektorral való eltolással.

## Tulajdonságok
- A definícióban szereplő {\displaystyle \varphi } leképezést {\displaystyle f} egyértelműen meghatározza. A következőkben {\displaystyle \varphi _{f}} jelöli.
- Egy {\displaystyle f\colon A\to B} leképezés akkor és csak akkor affin, ha van egy {\displaystyle P_{0}\in A} úgy, hogy

{\displaystyle \varphi _{f}\colon V_{A}\to V_{B},\quad {\overrightarrow {P_{0}Q}}\mapsto {\overrightarrow {f(P_{0})f(Q)}}}
lineáris.
- Ha adva van {\displaystyle P_{0}\in A} és {\displaystyle Q_{0}\in B}, illetve egy {\displaystyle \psi \colon V_{A}\to V_{B}} lineáris leképezés, akkor pontosan egy {\displaystyle f\colon A\to B} affin leképezés létezik úgy, hogy {\displaystyle f(P_{0})=Q_{0}} és {\displaystyle \varphi _{f}=\psi }.
- Egy {\displaystyle f} affin leképezés pontosan akkor bijektív, ha {\displaystyle \varphi _{f}} is bijektív. Ekkor az {\displaystyle f^{-1}\colon B\to A} inverz leképezés szintén affin és {\displaystyle \varphi _{f^{-1}}=(\varphi _{f})^{-1}}.
- Ha {\displaystyle (C,V_{C})} szintén affin tér úgy, hogy {\displaystyle f\colon A\to B}, {\displaystyle g\colon B\to C} is affin, akkor {\displaystyle g\circ f\colon A\to C} is affin, és {\displaystyle \varphi _{g\circ f}=\varphi _{g}\circ \varphi _{f}}.

## Ábrázolások koordinátákkal

### Affin koordináta-rendszerben
Descartes-koordináta-rendszert vagy általánosabban, affin koordináta-rendszert feltételező esetben az affin transzformációk előállnak egy lineáris transzformáció és egy eltolás szorzataként. 
Egy lineáris transzformáció ábrázolható mátrixszal, és egy eltolás vektorral, azért az affin transzformáció általános alakját a következőképpen írhatjuk fel:
{\displaystyle {\overset {\text{Transzformált koordináták}}{\begin{bmatrix}\color {Blue}X^{'},&\color {Blue}Y^{'},&\color {Blue}Z^{'}\\\end{bmatrix}}}={\overset {\text{ Eredeti koordináták}}{\begin{bmatrix}\color {Red}X,&\color {Red}Y,&\color {Red}Z\\\end{bmatrix}}}\cdot {\overset {3\times 3{\text{ mátrix}}}{\begin{bmatrix}A_{11}&A_{12}&A_{13}\\A_{21}&A_{22}&A_{23}\\A_{31}&A_{32}&A_{33}\\\end{bmatrix}}}+{\overset {P{\text{ Vektor}}}{\begin{bmatrix}P_{x},&P_{y},&P_{z}\\\end{bmatrix}}}}
Ahol a 3x3 -as A mátrix valamilyen lineáris transzformáció mátrixa ami lehet skálázás, forgatás, tükrözés, vetítés, nyírás vagy ezek tetszőleges konkatenáltja. A P vektor pedig valamilyen eltolás vektoraként értelmezhető.
Röviden:
{\displaystyle f({\vec {x}})=A\cdot {\vec {x}}+{\vec {p}}}
Ezzel az írásmóddal {\displaystyle {\vec {x}}} és {\displaystyle f({\vec {x}})} oszlopvektorok, és egy pont ősképét, illetve képét ábrázolják. Az {\displaystyle A} mátrix sorainak száma megegyezik annak a térnek a dimenziójával, amibe a transzformáció képez({\displaystyle {\mathcal {A}}_{2}}); az oszlopok száma egyenlő annak a térnek a dimenziójával, amiből a transzformáció képez ({\displaystyle {\mathcal {A}}_{1}}).
Az affin leképezés {\displaystyle f({\mathcal {A}}_{1})} képterének dimenziója megegyezik a mátrix rangjával.
Ha egy affin teret önmagára képezünk, akkor csak egy koordináta-rendszert kell választani; mind {\displaystyle {\vec {x}}}, mind {\displaystyle f({\vec {x}})} koordinátáit ebben a rendszerben írjuk fel. Mivel az ős- és a képtér megegyezik, dimenziójuk ugyanakkora, így az {\displaystyle A} mátrix oszlopainak és sorainak száma megegyezik, tehát az {\displaystyle A} mátrix négyzetes. Ebben az összefüggésben azonosítják az eltolások terét is az affin térrel. Így az affin önleképezések azonosíthatók a lineáris leképezések és az eltolások kombinációjával.
Egy affin önleképezés pontosan akkor affinitás, ha a leképezésmátrix determinánsa nem nulla.

### Homogén koordinátákkal
Homogén koordináták használata esetén egyetlen mátrixszorzással felírható:
{\displaystyle {\overset {\text{Transzformált koordináták}}{\begin{bmatrix}\color {Blue}X^{'},&\color {Blue}Y^{'},&\color {Blue}Z^{'},&\color {Blue}1\\\end{bmatrix}}}={\overset {\text{Eredeti koordináták}}{\begin{bmatrix}\color {Red}X,&\color {Red}Y,&\color {Red}Z,&\color {Red}1\\\end{bmatrix}}}\cdot {\overset {4\times 4{\text{ mátrix}}}{\begin{bmatrix}A_{11}&A_{12}&A_{13}&0\\A_{21}&A_{22}&A_{23}&0\\A_{31}&A_{32}&A_{33}&0\\P_{x},&P_{y},&P_{z}&1\\\end{bmatrix}}}}
A leképezés egyenlete homogén koordinátavektorokkal:
{\displaystyle f_{h}({\vec {x_{h}}})=A_{\mathrm {erw} }(A,{\vec {p}})\cdot {\vec {x_{h}}}}.
Ez az ábrázolás értelmezhető az affin tér megfelelő dimenziójú projektív térbe ágyazásaként. Ekkor a homogén koordináták értelmezhetők projektív koordinátákként.

## Osztályozás
Az affinitásokat fixpontjaik szerint osztályozzák. Egy pont fixpont, ha a transzformáció önmagára képezi le. Ha {\displaystyle {\vec {x}}_{p}} fixpont, akkor koordinátái meghatározhatók az {\displaystyle {\vec {x}}_{p}-A\cdot {\vec {x}}_{p}={\vec {t}}} egyenlet alapján. Figyelembe kell venni, hogy {\displaystyle {\vec {t}}\neq 0} fixpont is létezhet, lásd például a síkban a tengelyes tükrözést.
Az osztályozás a síkbeli (kétdimenziós) affin térben:
1. Identitás, minden pont fix
2. Tengelyes affinitás: egy affinitás, melynek fixpontjai egyenest alkotnak, ez az affinitás tengelye. Ide tartoznak a ferdén tükrözések, a nyírások és a párhuzamos nyújtások.
3. Középpontos affinitás: egyetlen fixpont van, az affinitás középpontja. Ide tartoznak a forgatva nyújtás, köztük a középpontos tükrözések, forgatások és középpontos hasonlóságok; a nyírva nyújtás és az Euler-affinitás.
4. Fixpont nélküli affinitások: ide tartoznak a valódi eltolások, vagy pedig egy tengelyes vagy középpontos affinitás kombinációja valódi eltolással.

### A síkbeli affinitások normálformája
Alkalmas affin pontbázisválasztással minden síkaffinitás normálformára hozható. Ehhez az origót egy fixpontban jelölik ki. Amennyiben vannak fixegyenesek, úgy a koordinátatengelyeket ezek irányában jelölik ki. Persze ezek a módszerek az identitás esetén nem működnek, de ahhoz önkényesen választunk origót és tengelyeket, és amúgy is az identitásmátrixot kapjuk. Az alábbi normálformák a valós affin sík normálformáit tartalmazzák. Amennyiben nincs fixpont, úgy a leíráshoz egy {\displaystyle {\vec {t}}\neq 0} vektorra is szükség van.
- Tengelyes affinitások:

- Nyírás

{\displaystyle A={\begin{pmatrix}1&1\\0&1\end{pmatrix}}}
- Ferdén tükrözés

{\displaystyle A={\begin{pmatrix}1&0\\0&-1\end{pmatrix}}}
- Párhuzamos nyújtás

{\displaystyle A={\begin{pmatrix}1&0\\0&a\end{pmatrix}};\quad a>0}
- Középpontos affinitások: a fixpontot origónak választva, a tengelyeket az A mátrix sajátvektorainak irányába felvéve

- Forgatva nyújtás

{\displaystyle A=r\cdot {\begin{pmatrix}\cos(\varphi )&-\sin(\varphi )\\\sin(\varphi )&\cos(\varphi )\end{pmatrix}},\quad }, ahol {\displaystyle |r|} a nyújtás tényezője, és {\displaystyle \varphi } a forgatás szöge
- Nyírva nyújtás

{\displaystyle A={\begin{pmatrix}a&1\\0&a\end{pmatrix}};\quad a\in \mathbb {R} \setminus \lbrace 0;1\rbrace }
- Euler-affinitás

{\displaystyle A={\begin{pmatrix}a&0\\0&b\end{pmatrix}};\quad a\neq b;\quad a,b\in \mathbb {R} \setminus \lbrace 0;1\rbrace .}
Ha {\displaystyle K} a valós számok euklideszi részteste, akkor a {\displaystyle K^{2}} affin sík affin transzformációi is ugyanígy csoportosíthatók; ekkor azonban a mátrixkoordinátáknak is ebből a testből kell kikerülniük, azaz {\displaystyle a,b,r,\cos(\varphi ),\sin(\varphi )\in K}. Forgatva nyújtások esetén azonban a {\displaystyle \varphi \in \mathbb {R} } szögmértéknek nem kell testelemnek lennie.

## Speciális affin transzformációk
- Egy tér önmagára vett affin transzformációja affin önleképezés. Ha egy önleképezés bijektív, akkor affinitás.
- Ha egy affinitásban minden egyenes párhuzamos a képével, akkor az dilatáció vagy homotécia. Az eltolások speciális homotéciák.
- Ha egy affin önleképezés megőrzi a pontok euklideszi távolságát, akkor az egybevágóság. Ezek a leképezések szükségszerűen bijektívek, tehát affinitások.
- Fontos nem bijektív önleképezések a merőleges vetítések. Jellegzetességük, hogy a teret egy alterére képezik le, és az adott altérre leszűkítve az altér identitását kapjuk.
- Egydimenziós affin tér önleképezéseit affin függvényeknek is nevezik.

## Alkalmazások

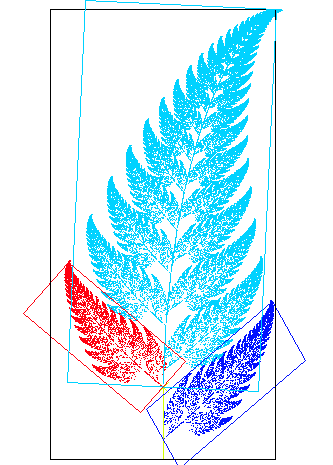
Egy önaffin fraktálszerű alakzat a Barnsley-páfrány. A teljes levél affin transzformációval átvihető kisebb levélkéibe tükrözéssel, forgatással, skálázással és eltolással

### Grafikus alkalmazások
Affin leképezéseket alkalmaznak a térképészetben és a képfeldolgozásban. 
- A robotikában és a komputergrafikában a forgatás, tükrözés, skálázás, nyírás és eltolás a gyakrabban alkalmazott transzformációk. Mindezek a leképezések bijektívek.
- Ha háromdimenziós testeket akarunk két dimenzióban ábrázolni, akkor nem bijektív leképezéseket használnak:

- párhuzamos vetítés annak speciális eseteivel
- középpontos vetítés, ami nem affin, hanem projektív transzformáció
- további transzformációk, amelyek még csak nem is projektív transzformációk, lásd a Mercator-vetítés

- A vektorgrafikák standardizált leírásában szintén affin transzformációkat használnak (például SVG formátum)

### Statisztikai alkalmazások
A statisztikában lineáris transzformációkkal lehet a legtöbbször találkozni.

#### Eloszlások jellemzése
Legyen {\displaystyle X} véletlen valószínűségi változó, az {\displaystyle \operatorname {E} (X)} várható értékkel és  {\displaystyle \operatorname {Var} (X)} szórásnégyzettel! Képezzük az {\displaystyle Y} véletlen valószínűségi változót úgy, hogy az {\displaystyle X} véletlen valószínűségi változó lineáris transzformáltja legyen, azaz
{\displaystyle Y=a+bX,}
ahol {\displaystyle a} és {\displaystyle b} valós számok.
Ekkor az {\displaystyle Y} véletlen valószínűségi változó várható értéke
{\displaystyle \operatorname {E} (Y)=a+b\operatorname {E} (X),}
szórásnégyzete
{\displaystyle \operatorname {Var} (Y)=b^{2}\operatorname {Var} (X).}
Speciálisan, ha {\displaystyle X} normális eloszlású, akkor {\displaystyle Y} is normális eloszlású, a fenti paraméterekkel. 
Például:
Legyen {\displaystyle X} pozitív szórásnégyzetű véletlen valószínűségi változó! Ekkor hasznos az
{\displaystyle Y={\frac {X-\operatorname {E} (X)}{\sqrt {\operatorname {Var} (X)}}},}
lineáris transzformáció, mivel ekkor {\displaystyle Y} az {\displaystyle \operatorname {E} (Y)=0} és {\displaystyle \operatorname {Var} (Y)=1} értékekkel standardizált véletlen valószínűségi változó.
Legyen {\displaystyle {\underline {X}}=(X_{1},\dots ,X_{p})^{T}} valószínűségi vektorváltozó, legyen {\displaystyle {\underline {\mu }}_{X}} a várható értékek vektora, és {\displaystyle {\underline {\Sigma }}_{X}} az {\displaystyle {\underline {X}}} valószínűségi vektorváltozó kovarianciamátrixa! Ekkor, ha az {\displaystyle {\underline {Y}}} valószínűségi vektorváltozó az {\displaystyle {\underline {X}}} valószínűségi vektorváltozó lineáris transzformáltja, azaz 
{\displaystyle {\underline {Y}}={\underline {a}}+{\underline {B}}\,{\underline {X}},}
ahol {\displaystyle {\underline {a}}} egy {\displaystyle q} dimenziós oszlopvektor és {\displaystyle {\underline {B}}} egy {\displaystyle q\times p} méretű mátrix;
ekkor {\displaystyle {\underline {Y}}} várható értéke 
{\displaystyle {\underline {\mu }}_{Y}={\underline {a}}+{\underline {B}}\,{\underline {\mu }}_{X}}
és kovarianciamátrixa
{\displaystyle {\underline {\Sigma }}_{Y}={\underline {B}}\,{\underline {\Sigma }}_{X}\,{\underline {B}}^{T}}.
Speciálisan, ha {\displaystyle {\underline {X}}} {\displaystyle p}-dimenziós normális eloszlású, akkor {\displaystyle {\underline {Y}}} {\displaystyle q} dimenziós normális eloszlású, a fent kiszámított paraméterekkel.

## Példák
Az affin transzformációk pontot pontba, egyenest egyenesbe, párhuzamos egyeneseket párhuzamos egyenesekbe, síkokat síkokba visznek. 
A képfeldolgozási alkalmazásokban affin transzformációkat használnak arra, hogy a kamerapozícióból adódó torzításokat kiküszöböljék. Például a műholdak által alkotott képek nagylátószögű objektívekkel készítik, és panorámaképeket alkotnak, képkombinációkat készítenek. A képek transzformációja és egyesítése érdekében kívánatos egy nagy, lapos koordináta-rendszer, a torzítások elkerülése érdekében. Így egyszerűsíthetők a számítások és az interakciók, melyeknek nem kell figyelembe venniük a különböző torzításokat.
Az alábbi táblázat egy sakktáblamintával mutat be különböző affin transzformációkat: identitást, eltolást, tükrözést, skálázást, forgatást és nyírást. A sakktábla bal oldala sötétebb, a tükrözés szemléltetésére:
| Affin transzformáció | Mátrix | Példa |
| -------------------- | --- | ----- |
| Identitás            | {\displaystyle {\begin{bmatrix}1&0&0\\0&1&0\\0&0&1\end{bmatrix}}}                                                  |       |
| Eltolás              | {\displaystyle {\begin{bmatrix}1&0&v_{x}>0\\0&1&v_{y}=0\\0&0&1\end{bmatrix}}}                                      |       |
| Tükrözés             | {\displaystyle {\begin{bmatrix}-1&0&0\\0&1&0\\0&0&1\end{bmatrix}}}                                                 |       |
| Skálázás             | {\displaystyle {\begin{bmatrix}c_{x}=2&0&0\\0&c_{y}=1&0\\0&0&1\end{bmatrix}}}                                      |       |
| Forgatás             | {\displaystyle {\begin{bmatrix}\cos(\theta )&-\sin(\theta )&0\\\sin(\theta )&\cos(\theta )&0\\0&0&1\end{bmatrix}}} |       |
| Nyírás               | {\displaystyle {\begin{bmatrix}1&c_{x}=0.5&0\\c_{y}=0&1&0\\0&0&1\end{bmatrix}}}                                    |       |

## Fordítás
Ez a szócikk részben vagy egészben  az   Affine Abbildung című német Wikipédia-szócikk fordításán alapul.  Az eredeti cikk szerkesztőit annak laptörténete sorolja fel. Ez a jelzés csupán a megfogalmazás eredetét és a szerzői jogokat jelzi, nem szolgál a cikkben szereplő információk forrásmegjelöléseként.